# Werchter

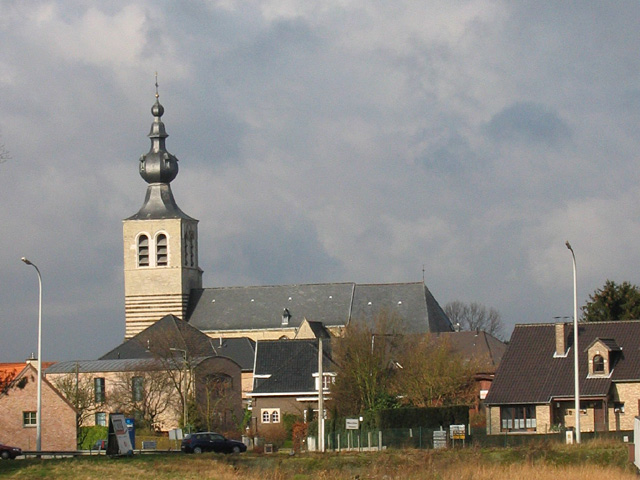
Kirche Sint-Jan-De-Doperkerk, erbaut 1439

Werchter ist eine zur belgischen Gemeinde Rotselaar, Arrondissement Löwen, Provinz Flämisch-Brabant gehörige Ortschaft mit 3157 Einwohnern (2007). Sie ist unter anderem bekannt wegen des mehrtägigen Rock-Musikfestivals Rock Werchter, das seit 1974 alljährlich am letzten Juni-Wochenende oder am ersten Juli-Wochenende abgehalten wird und rund 100.000 Besucher anzieht.

## Geschichte
Von 1795 bis 1976 war Werchter eine selbständige Gemeinde.

## Söhne und Töchter
- Jan Frans Vermeylen (1824–1888), Bildhauer
- Jan Bols (1842–1921), Theologe, Sprachwissenschaftler und Volksliedsammler
- Frans Van Leemputten (1850–1914), Maler
- Jef Scherens (1909–1986), Radrennfahrer
- Willy Smedts (* 1948), Sprachwissenschaftler